# Stanton T. Friedman
Stanton Terry Friedman (Elizabeth, 29 de julio de 1934-Toronto; 13 de mayo de 2019) fue un físico nuclear y ufólogo estadounidense, asentado en Fredericton, Nuevo Brunswick, Canadá.
Escribió varios libros relacionados con el tema ovni y fue uno de los primeros investigadores civiles en estudiar el Incidente OVNI de Roswell. Desde 1967, habló sobre el fenómeno ovni en más de seiscientos institutos y universidades y en más de cien grupos profesionales de Estados Unidos, Canadá y en otros dieciséis países.

## Biografía

### Educación
Se graduó en la Universidad de Chicago, ganando un diploma universitario (1955) y un máster en ciencias (1956) de física nuclear.

### Madurez
Friedman estuvo empleado durante catorce años como físico nuclear para las compañías General Electric, General Motors, Westinghouse, TRW Systems, Aerojet General Nucleonics, y McDonnell Douglas. Los proyectos incluyeron el trabajo sobre el avión nuclear, los cohetes de fisión y fusión, y las centrales eléctricas nucleares para el espacio. También estuvo implicado en la investigación de las ediciones de la radiación y los procedimientos de la dirección para la nave espacial Pioneer 10 y del Pioneer 11, los primeros objetos artificiales para explorar la región externa del sistema solar.
Lo emplearon como físico nuclear en General Electric, General Motors, Sistemas TRW y otras grandes corporaciones en los años 50 y 60, y desde los años 80 tuvo trabajos relacionados mientras dirigía varias compañías en las industrias de irradiación de alimentos y la detección del radón. Friedman fue miembro de la Sociedad Nuclear Americana y del Instituto Americano de Aeronáutica y AFTRA. Presentó artículos en las reuniones de la sociedad nuclear americana, y fue presidente de una sesión. Fue comentarista semanal en la Canadian Broadcasting Corporation por seis años en la década de los 80s.

## Ufología

### Investigación
Friedman se interesó en la ufología desde que era niño, y amediados de los años sesenta abandonó finalmente su trabajo como ingeniero y se dedicó a dar conferencias sobre asuntos de ufología. Fue quizás uno de los primeros investigadores en publicar el choque de una nave extraterrestre en Roswell (Nuevo México). Una porción significativa de las conferencias de Friedman y las ideas se derivan de los documentos del Majestic 12 y de los resultados de su investigación en los archivos de varias instituciones del gobierno de los Estados Unidos y de las bibliotecas presidenciales. Friedman publicó más de 80 artículos de ufología. Stanton fue un constante combatiente en contra de los críticos de la hipótesis extraterrestre y las teorías de encubrimiento del gobierno sobre el incidente de Roswell. Friedman fue el promotor incansable y más significativo de la idea UFO-ETH. Desde 1967 dio varias conferencias sobre el tema ufológico en más de 600 universidades y a 100 grupos profesionales en los 50 estados de los EE. UU., 9 provincias canadienses, y apareció en otros 14 programas de radio y televisión de otros países. Proporcionó testimonio escrito a las audiencias del Congreso, apareció dos veces en la ONU. Fue pionero en varios aspectos de la ufología incluyendo el caso Roswell, Majestic 12, el mapa estelar de Betty y Barney Hill y el análisis de Delphos, Kansas. Friedman se presentó en el Lifetime Achievement Award de Leeds, Inglaterra, en septiembre de 2002 por la revista de ufología del Reino Unido. El documental que difundieron en 2002 de Stanton T. Friedman en Canadá es real.

### Teorías
Friedman llegó a la conclusión de que una pequeña porción de los videos sobre estos objetos y de los que no se ha llegado a dar una posible solución, son, según él, naves extraterrestres provenientes de otro planeta que vienen a estudiar nuestro planeta. Él es el único de los que aborda tales teorías, en la que creía que estas máquinas están diseñadas según la física y las tecnologías que son enteramente plausibles dentro de la comprensión humana moderna.
Dado su fondo y trabajo en la ingeniería sobre el mapa estelar de los Hill y el caso Roswell, Friedman concluyó que en julio de 1947 un vehículo electrodinámico propulsado por "materia interestelar" era del sistema binario de estrellas Zeta Reticuli y su posible choque en el desierto de Nuevo México puede que haya sido debido a un relámpago. Friedman asegura que el gobierno de los Estados Unidos está en posesión de la nave extraterrestre encontrada en Nuevo México y de los cuerpos de sus ocupantes. Y desde ese suceso lo siguen encubriendo hasta ahora. Stanton Friedman publicó libros sobre este suceso y otros temas ufológicos, y desde entonces estuvo dando conferencias sobre el hecho ocurrido en Roswell.

## Media

### Libros
- Flying Saucers & Science, junio del 2008, 320 pp.
- Captured! The Betty and Barney Hill UFO Experience. Coautor Kathleen Marden. Career Press / New Page Books, 2007. ISBN 978-1-56414-971-8, ISBN 978-1-56924-741-9
- Top Secret/MAJIC, Marlowe + Co. 2005. ISBN 1-56924-342-5. 296 pp. ISBN 978-1-56924-342-8
- Crash at Corona: The Definitive Story of The Roswell Incident. Coautor Don Berliner, 1997. ISBN 978-1-931044-89-9
- Science was Wrong: Startling truths about cures, theories, and inventions "They" declared impossible. Coautor Kathleen Marden. Pompton Plains, NJ: New Page Books. 2010.

### Videos, VHS, DVD
- Safespace - Fastwalkers - Invierno del 2006.
- UFOs: Stanton Friedman's revelation - entrevista a Stanton Friedman.
- 2 DVD - FLYING SAUCERS ARE REAL DVD (NOT VHS) Vol. 1, 1993 Video 84 min (filmado en el Centro Espacial Kennedy) y FLYING SAUCERS ARE REAL Vol. 2, 1996. 75 min de un total de 168 minutos.
- 2006 Pack DVD de 2 discos de 151 minutos llamado "UFO SECRET MJ-12: Do You Believe in Majic?". Incluye programa de TV Canadiense "Do You Believe in Majic?"
- RECOLLECTIONS OF ROSWELL DVD 105 min uncluye el testimonio de 27 testigos del caso Roswell.
- Debate "Are Flying Saucers Real?" VHS 2 h : debate formal de 2 horas entre Friedman y un piloto de la Fuerza Aérea Norteamericana, el Mayor James Magaha en enero del 2004.
- UFOs Are Real (1979) VHS - 92 min.

### CD
- UFOs: The Real Story (1996)[3]
- New CD of the Ramey Memo Scans and Enhancements[3]